# Escuela de Estudios Árabes
La Escuela de Estudios Árabes (EEA) es un Instituto de investigación del CSIC con sede en la Casa del Chapiz y el Carmen de los Mínimos en Granada.
La Casa del Chapiz es un singular edificio, declarado Bien de Interés Cultural, que se compone de dos viviendas moriscas situadas en el famoso barrio granadino del Albaicín. El centro nació como institución en 1932 por iniciativa de Fernando de los Ríos, granadino de adopción y quien desempeñaba en ese momento el cargo de ministro de Instrucción Pública y Bellas Artes de la Segunda República, cuando fueron creadas las Escuelas de Estudios Árabes de Madrid y de Granada con la idea general de «proteger y fomentar los estudios árabes en España». En sus inicios, a la Escuela granadina le correspondió enseñar la lengua y la civilización árabes, el hebreo, la historia política y cultural de los musulmanes, el derecho y las instituciones islámicas, la dialectología, el arte y la arqueología árabes. En 1939, tras finalizar la guerra civil española, y con la creación del Consejo Superior de Investigaciones Científicas (CSIC), la Escuela entró a formar parte de este nuevo organismo y, consecuentemente, siguiendo sus directrices, se dedicó principalmente a la investigación. Tras tomar la Escuela de Madrid posteriores denominaciones, la de Granada es en la actualidad la única que conserva su nombre original y el único instituto propio del CSIC dedicado a los estudios árabes. El centro está formado por un único departamento, denominado «Departamento de Estudios Árabes», que cuenta con cuatro grupos de investigación, cuyos ámbitos de estudio se corresponden, principalmente, con la historia de al-Ándalus, la historiografía árabe, la arqueología medieval, la arquitectura islámica, las ciencias de la naturaleza en al-Ándalus, la literatura biográfica árabe, el derecho islámico, y la edición y traducción de textos árabes. En el edificio del Carmen de los Mínimos tiene su sede el grupo de investigación denominado Laboratorio de Arqueología y Arquitectura de la Ciudad (LAAC).

## Las Casas del Chapiz
Ocupan una amplia parcela con huerta y jardín situada en la esquina que forman la Cuesta del Chapiz y el Camino del Sacromonte, antiguo camino de Guadix. Aunque la denominación de Casa del Chapiz, en singular, es muy frecuente, resulta más preciso el empleo del plural, ya que se trata de dos casas diferentes con orígenes distintos. La confusión ha sido producida por la circunstancia de que comparten la crujía situada entre ambas, lo que ha hecho creer que se trataba de una casa con dos patios. Sin embargo, tanto por el estudio de sus elementos arquitectónicos como por los datos documentales del siglo XVI que se conservan, se puede demostrar la existencia de dos unidades residenciales independientes.
El acceso se efectuaba desde la Placeta del Peso de la Harina, al comienzo del Camino del Sacromonte, a través de un espacio común a ambas, a cuyo término se ubicaría el zaguán de entrada a la casa principal. Esta parece que se construyó sobre los restos de un palacio nazarí del siglo XIV, del cual se conserva parte del trazado de la planta y algunos elementos, que fueron aprovechados cuando se reedificó, a principios del siglo XVI, por el morisco Lorenzo el Chapiz, cuyo nombre ha perdurado en el conjunto y la Cuesta. En el mismo periodo, su cuñado Hernán López el Ferí levantaría la otra casa, de menor tamaño y, probablemente, de nueva planta.
Debido a estas circunstancias, las dos casas constituyen un ejemplo de gran valor para conocer el proceso de evolución tipológica que tuvo lugar en la arquitectura doméstica nazarí desde su etapa de madurez hasta lo que podría considerarse su última fase de pervivencia en el siglo XVI, la morisca.

### Casa de Lorenzo el Chapiz
La casa principal se organiza en torno a un gran patio rectangular, cuyo lado mayor coincide con la dirección norte-sur. En la época nazarí tendría crujías con habitaciones en los cuatro lados y pórticos de cinco arcos en los lados menores. En estos se situarían las salas principales, probablemente sólo en la planta baja. Aunque hasta nuestros días sólo han llegado las crujías norte, este y el inicio de la oeste, el esquema tipológico de patio cerrado fue perfectamente reconocido por Torres Balbás, arquitecto que entre 1929 y 1932 dirigió las obras de rehabilitación para instalar en estas casas la recién creada Escuela de Estudios Árabes.
En el centro del patio se conserva la alberca original de proporción muy alargada. Los otros elementos nazaríes reutilizados son las columnas de mármol blanco que sostienen los arcos del pórtico norte. Detrás del arco central se sitúa la portada de la sala principal de la casa, de cuya puerta se conservaban todavía a comienzos del siglo XIX sus hermosas gorroneras de mármol, que se exhiben en el Museo de la Alhambra.
Cuando Lorenzo el Chapiz decidió adaptar la casa a al gusto y necesidades de su época, construyó la planta alta, al menos en los tres lados conservados hoy, ya que de hacerlo también en el lado sur, habría perdido las apreciadas vistas desde las galerías hacia la Alhambra y el Generalife. Esta disposición de volúmenes fue dibujada con exactitud por el inglés Richard Ford en 1831-33. En la crujía meridional se abría hacia el Generalife una gran ventana cuya rica decoración de yeso y afortunado emplazamiento motivó un grabado de John F. Lewis en aquellos mismos años. Tanta fama alcanzó la ventana que algunos años después inició un viaje sin retorno al Museo Arqueológico Nacional (Madrid).
Las galerías están construidas en madera, con baranda de balaustres torneados que denota influencias del gusto renacentista. La galería del lado este fue completamente rehecha en el transcurso de las obras de rehabilitación, sobre la base de restos existentes. Las salas principales de la planta alta se cubren con grandes armaduras de madera realizadas según el sistema de par y nudillo. La más occidental de estas salas es compartida con la casa de Hernán López el Ferí, a cuyo patio presenta otra portada decorada, lo que ha motivado la confusión citada anteriormente.

### Casa de Hernán López el Ferí
Para describir esta casa morisca, de tamaño mucho menor que la anterior empezaremos por su zaguán, que tiene los vanos descentrados para dificultar la visión directa hacia su patio rectangular con pequeña alberca en el centro. La organización funcional sigue la tradición mudéjar, con galerías de madera en los cuatro lados del patio, que permiten un cómodo acceso a todas las salas de la planta alta.
Bajo la crujía norte existe un aljibe, que servía para almacenar el agua que llegaba por la Acequia de Aynadamar, destinada tanto para el consumo humano como para el riego de la huerta, situada a levante y organizada en varias terrazas. La ubicada en la cota más baja fue convertida a comienzos de los años treinta en jardín, con diseño similar a los realizados en esa época por el mismo arquitecto en la Alhambra y el Generalife.
Las galerías presentan características decorativas algo diferentes a las de la otra casa, aunque mantienen la fusión de elementos nazaríes, góticos y renacentistas propia del mudéjar granadino. Del arte nazarí perviven los mocárabes que adornan los pies derechos que soportan los techos de la galería. Del arte gótico procede el trazado de las zapatas de lóbulos con pecho de paloma debajo, así como los balaustres rectos de la baranda, y del renacimiento proceden los jarrones tallados en los frentes de las zapatas de los lados menores, así como los capiteles de las dos columnas de mármol. También deben considerarse de inspiración renacentista las zapatas y canecillos de otra galería que ocupa el lado norte de la segunda planta y debió de ser edificada con posterioridad al resto de la casa.